# Pyramide rouge
 (novembre 2014).
Pour le roman de Rick Riordan, voir La Pyramide rouge.
La pyramide rouge, troisième pyramide d'Égypte par ses dimensions, représente la première tentative réussie de pyramide à faces lisses. Attribuée à Snéfrou, premier roi de la IVe dynastie, elle se situe à Dahchour-Nord, près de la pyramide rhomboïdale à Dahchour-Sud, également attribuée à Snéfrou. 
Son nom ancien est « Khâi-Snéfrou-Mehti » (ḫˁj-Snfrw-mḥt.j, signifiant « Snéfrou est apparu au nord » ou « Snéfrou brille au nord »). Son nom moderne de pyramide rouge provient de la teinte rouge qu'ont prise les blocs internes, riches en fer et en manganèse, composant les faces actuellement visibles de la pyramide, exposées aux rayons du soleil, son parement blanc ayant entièrement disparu. 
Cette pyramide présente certaines particularités : si, comme les autres pyramides de Snéfrou, on n'y a pas trouvé de sarcophage, elle est associée à un ensemble funéraire avec un temple haut ; elle ne comporte aucun système de fermeture de ses couloirs d'accès. Les pyramides de Snéfrou, d'un volume total de 3 300 000 mètres cubes (soit 700 000 de plus que la pyramide de Khéops), représentent le projet le plus ambitieux de toute l'Antiquité.

## L'attribution de la pyramide
L'attribution à Snéfrou résulte à l'origine du fait que la nécropole voisine n'incluait que les tombes des fonctionnaires de ce roi. De plus, un décret du roi Pépi Ier, trouvé dans le temple de la vallée, fait référence à la ville de la pyramide de Snéfrou,. Cette attribution a pu être confirmée, car dans la zone du temple associé, des pierres inscrites ont été trouvées portant le nom du roi Snéfrou. Un bloc de calcaire comportant des restes de hiéroglyphes a été trouvé à cet endroit, avec le nom d'Horus du roi : Nebmaât (nb-m3ˁ.t).

## Les circonstances de la construction
Une inscription hiératique sur l'un des blocs de fondation fait référence à l'année du 15e Recensement du bétail du règne de Snéfrou, tandis que la date la plus récente trouvée correspond au 24e Recensement du bétail. La fréquence et la régularité de ces recensement ne sont pas connues avec certitude,, ce qui ne permet pas de s'assurer de la date exacte de construction de ce monument, en termes d'années de règne. Lorsque le chantier de cette pyramide a démarré, l'étape E2 (pyramide à huit degrés) de la pyramide de Meïdoum devait être déjà achevée, tandis que la construction de la pyramide rhomboïdale à Dahchour-Sud devait déjà être largement entamée, mais celle-ci présentait des problèmes structurels, la rendant indésirable en tant que tombeau royal. Le site et les dimensions de la pyramide rouge ne sont pas anodins : les expériences tirées de la construction de la pyramide rhomboïdale ont servi dans le choix d'un site au sous-sol plus stable, et pour celui d'une pente plus faible que celle initiale de la pyramide rhomboïdale. En parallèle de la construction de cette pyramide rouge, les chantiers de Meïdoum et de Dahchour-Sud continuaient : la dernière phase (E3) de la pyramide de Meïdoum a été lancée, car des blocs de cette phase ont été retrouvés, portant des inscriptions mentionnant les 15e, 16e et 17e recensements du bétail ; la pyramide rhomboïdale a, quant à elle, été finie.

## Le complexe funéraire

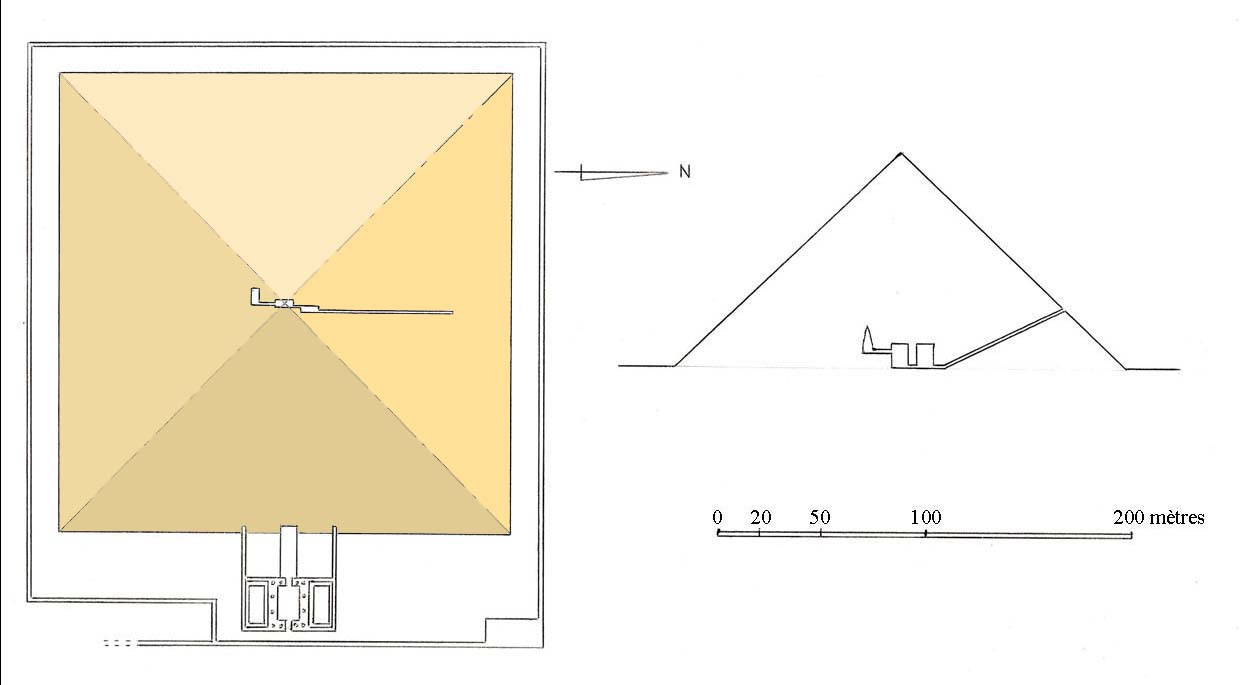
Plan et coupe de la pyramide rouge.

L'ensemble funéraire de la première véritable pyramide d'Égypte qui a pu être achevée avec succès est des plus simples. Contrairement aux autres pyramides de la IVe dynastie, la pyramide rouge n'a pas de pyramide satellite. Il est possible que cet élément ait été omis parce que la pyramide rhomboïdale voisine avait pris sa fonction de tombeau symbolique du sud,. Les vestiges de la chaussée n'ont pas encore été retrouvés, mais il y en avait certainement une de prévue, entre le temple de la vallée et le temple funéraire. Il est toutefois possible qu'elle n'ait pas été achevée, ou même commencée. Au sud-est du site, un grand bâtiment en briques a été trouvé, qui abritait apparemment des ateliers. On y a également trouvé les restes d'un four.

### Le temple de la vallée
Au cours des travaux agricoles du printemps 1904, les restes d'un mur d'enceinte en calcaire de 100 × 65 m ont été découverts. À l'angle sud-est des murs, une stèle a été trouvée au nom du roi Pépi Ier. Ludwig Borchardt, qui a étudié la stèle, a considéré cette découverte comme le mur d'enceinte de la ville de la pyramide de Snéfrou. Rainer Stadelmann, cependant, la considère comme l'enceinte du temple de la vallée, puisque les murs des villes des pyramides (à l'exception de Gizeh) étaient faits de briques de terre cuite. Le mur découvert de 3,65 m d'épaisseur en calcaire jaune et de parement blanc incliné des deux côtés correspond dans son exécution à l'architecture sacrée typique. Cependant, aucune autre enquête systématique n'a été menée et les restes se trouvent maintenant inaccessibles sous les terres agricoles,.

### Le temple funéraire

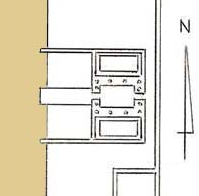
Temple funéraire de la pyramide rouge

Le temple funéraire, bien que de taille modeste, n'en constitue pas moins le premier du genre. Il a été en grande partie détruit et n'est conservé que sous la forme de quelques ruines rudimentaires. Il n'a pas encore la taille des temples mortuaires des pyramides ultérieures. Au centre du temple, il y avait un site de sacrifice avec une fausse porte dans le temple intérieur. Des stèles, comme celles présentes dans les autres pyramides de Snéfrou, ne sont pas détectables ici. Des deux côtés de la cour ouverte, il y avait une chapelle en pierre. Il n'est plus possible de déterminer si ces chapelles étaient des bâtiments indépendants ou si elles étaient intégrées à la cour et au temple intérieur pour former un ensemble de bâtiments. Les cours situées au nord et au sud du temple présentent des dépressions circulaires, qui servaient probablement autrefois de fosses à plantes ou pour recevoir des offrandes. Les entrepôts de la zone extérieure du temple étaient faits de briques de terre cuite. Apparemment, le temple mortuaire n'a été achevé qu'à la hâte après la mort de Snéfrou, ce qui est indiqué par le changement du matériau de construction, qui est passé de la pierre calcaire aux briques de terre,.

### Le mur d'enceinte
Lors des fouilles menées par Stadelmann, les restes d'un bâtiment en briques crues ont été trouvés à l'angle nord-est de la pyramide, qui jouxtait directement un mur également en briques crues. Le but exact du bâtiment n'a pas pu être déterminé jusqu'à présent, mais un lien avec le culte du souverain est évident. D'autres fouilles exploratoires ont permis de prouver l'existence d'un mur d'enceinte autour de la pyramide. Une partie du mur avait un revêtement en calcaire. La distance entre le mur et la pyramide varie sur les quatre côtés : 15 à 16 m sur les côtés nord et sud, 19 m sur le côté ouest et 26 m sur le côté est. Contrairement à la pyramide rhomboïdale, elle n'est pas carrée, mais rectangulaire orientée est-ouest. Stadelmann interprète le fait que le mur a été construit en briques de terre, et non en calcaire comme c'est le cas pour la pyramide rhomboïdale, comme une indication qu'il a manifestement été construit à la hâte pour compléter le complexe. Le bâtiment nord-est a évidemment été ajouté plus tard, puisque les murs n'étaient pas joints au mur d'enceinte,.

## La pyramide
La pyramide repose sur une fondation constituée de plusieurs couches de calcaire Tourah de haute qualité. Le noyau de la pyramide, en revanche, est constitué de blocs de calcaire rougeâtre riche en fer et en manganèse, qui ont été extraits de carrières situées à proximité immédiate de la pyramide. La coloration de ce matériau est à l'origine du nom actuel de la pyramide rouge. La pyramide était à l'origine également revêtue de blocs de calcaire fin de Tourah.
La pyramide a été construite avec les techniques améliorées qui étaient déjà utilisées pour la partie supérieure de la pyramide rhomboïdale. Les couches de pierre étaient désormais horizontales dès le début, de sorte que la pression à l'intérieur de la pyramide, qui avait conduit à des fissures et au danger d'effondrement des chambres à l'intérieur de la pyramide rhomboïdale, n'a pas été augmentée. Les côtés du noyau de la pyramide présentent une courbure légèrement concave, qui part du milieu de la base vers le haut. Cela devrait éventuellement améliorer la stabilité du parement qui y est attaché. Contrairement à ses prédécesseurs, la pyramide a été achevée sans modification du plan,,.

### Les dimensions
L'angle d'inclinaison des faces extérieures de la pyramide était fixé à moins de 44°. John Perring le donne comme 43° 36′ 11″, en se référant aux pierres du revêtement encore conservées, avec une dimension de base équivalente à 219,30 mètres et une hauteur de 104,40 mètres. Cet angle déterminé par Perring correspond à un angle égyptien ancien de 7,35 seqed, c'est-à-dire une tangente de 7/7,35 (= 20/21). Avec cet angle d'inclinaison, une hauteur comparable à celle de la pyramide rhomboïdale, soit environ 105 mètres (soit 200 coudées royales) pourrait être atteinte en augmentant considérablement la longueur de la base à environ 220 mètres (soit 420 coudées royales), là où la base de la pyramide rhomboïdale fait 189,40 mètres. L'égyptologue George Andrew Reisner a, quant à lui, mesuré les dimensions de la base et a trouvé que ce n'est pas un carré parfait : d'ouest en est 221,50 mètres et du nord au sud 218,50 mètres.

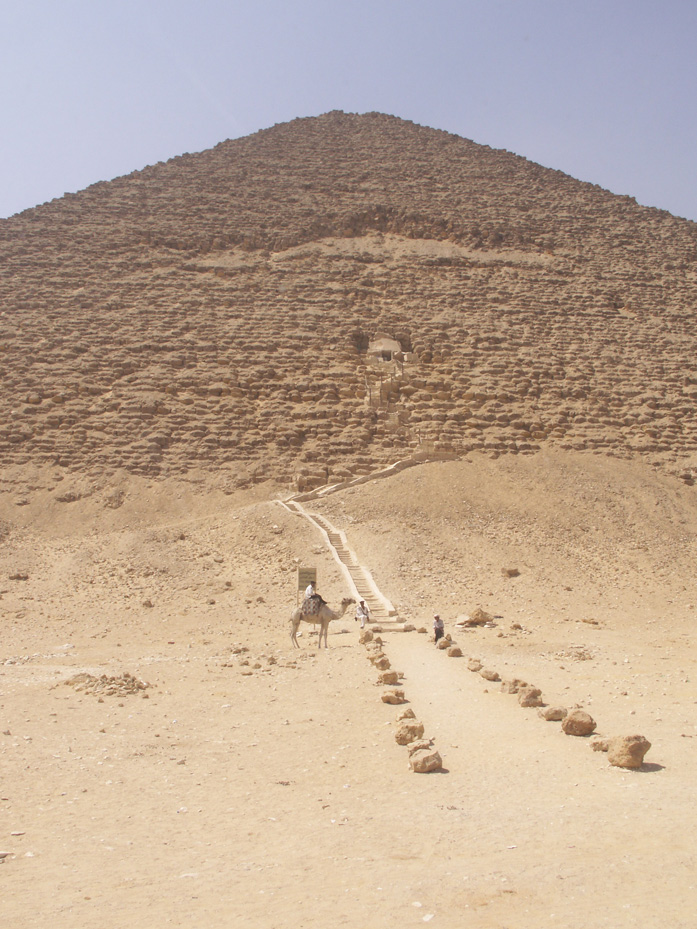
Entrée de la pyramide.
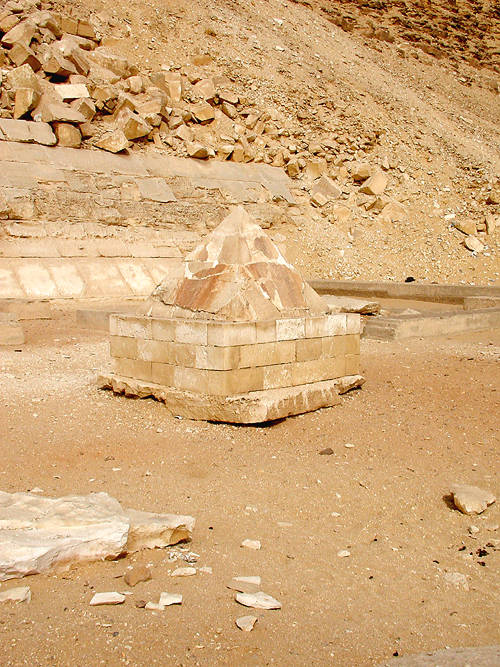
Le pyramidion avant restauration (juillet 2007).
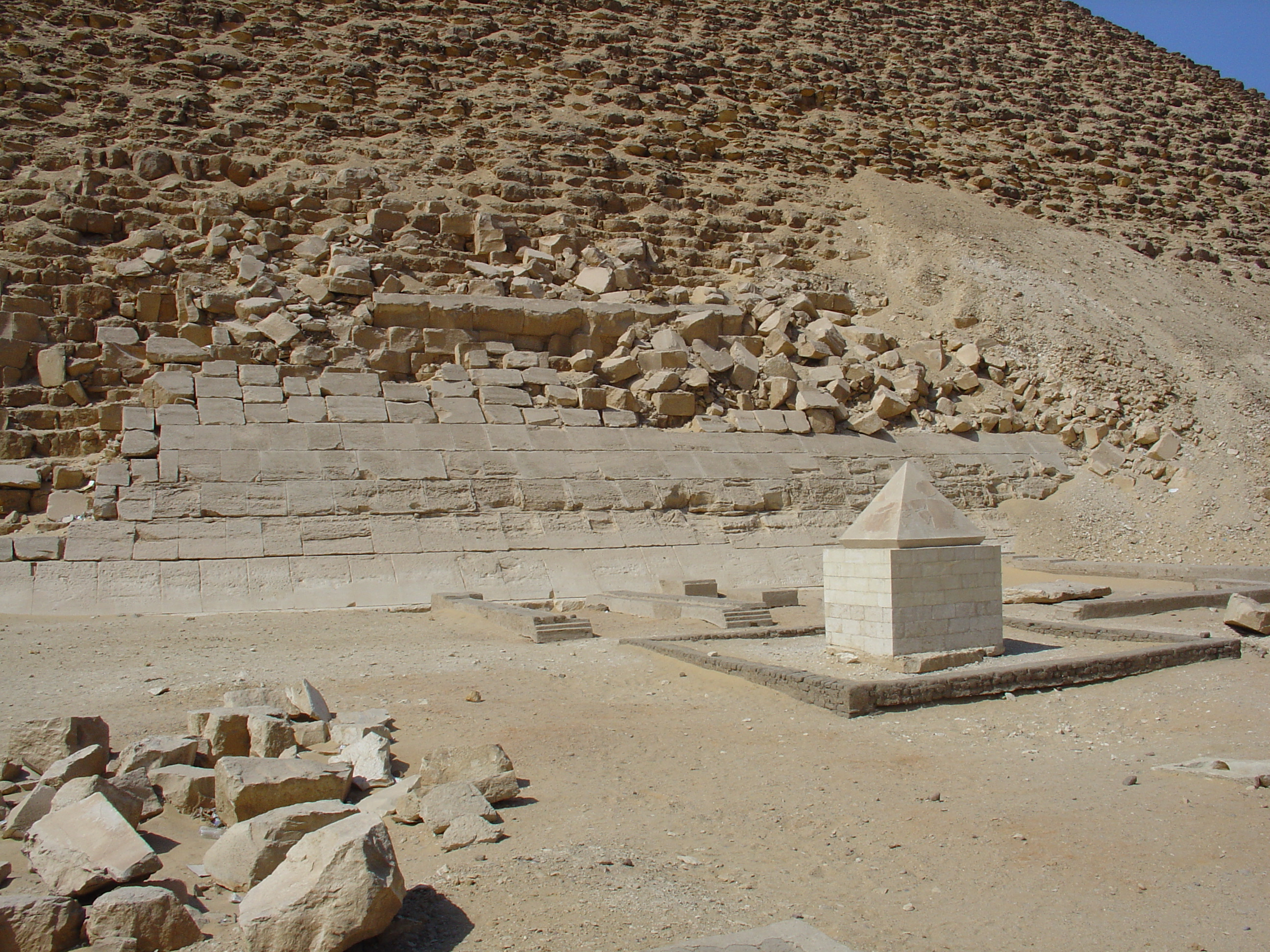
Le pyramidion restauré (octobre 2007).

### Le pyramidion
En 1982, Stadelmann a découvert les fragments d'un pyramidion dans les décombres de Dahchour, devant le côté est de la pyramide. Considéré comme le plus ancien de tous les pyramidions découverts à ce jour, il est attribué, comme seulement deux autres, à une pyramide de la IVe dynastie. Le pyramidion, réassemblé et restauré, est maintenant placé dans la zone du temple funéraire devant la pyramide. Il est constitué, comme le revêtement de la pyramide, de calcaire fin de Tourah. Il a été travaillé à partir d'un bloc monolithique et mesure trois coudées royales (environ 1,57 mètre) à sa base, l'angle d'inclinaison des côtés, qui n'est pas tout à fait égal, est d'environ 54°, donnant une hauteur d'environ 1,10 mètre. Ce pyramidion est donc plus raide que les vestiges conservés de la pyramide rouge ou encore que la partie supérieure de la pyramide rhomboïdale voisine plus ancienne (environ 43°) et à peu près aussi raide que sa partie inférieure. Il n'y a sur la pierre ni inscription ni trace de fixation des plaques métalliques qui sont censées, selon un rapport d'Hérodote, avoir été au sommet des pyramides.

### ScanPyramids
Depuis octobre 2015, quatre grandes pyramides égyptiennes sont inscrites au programme de ScanPyramids : celles de Khéops et Khéphren (plateau de Gizeh), et les deux pyramides de Dahchour (rhomboïdale au sud, et Pyramide rouge, au nord).
Ce projet international d’exploration est une initiative du HIP Institute (Héritage - Innovation - Préservation) en collaboration avec la Ingeneer Faculty de l’Université du Caire, sous la coordination et l’autorité du Conseil suprême des Antiquités égyptien.

## Les appartements funéraires

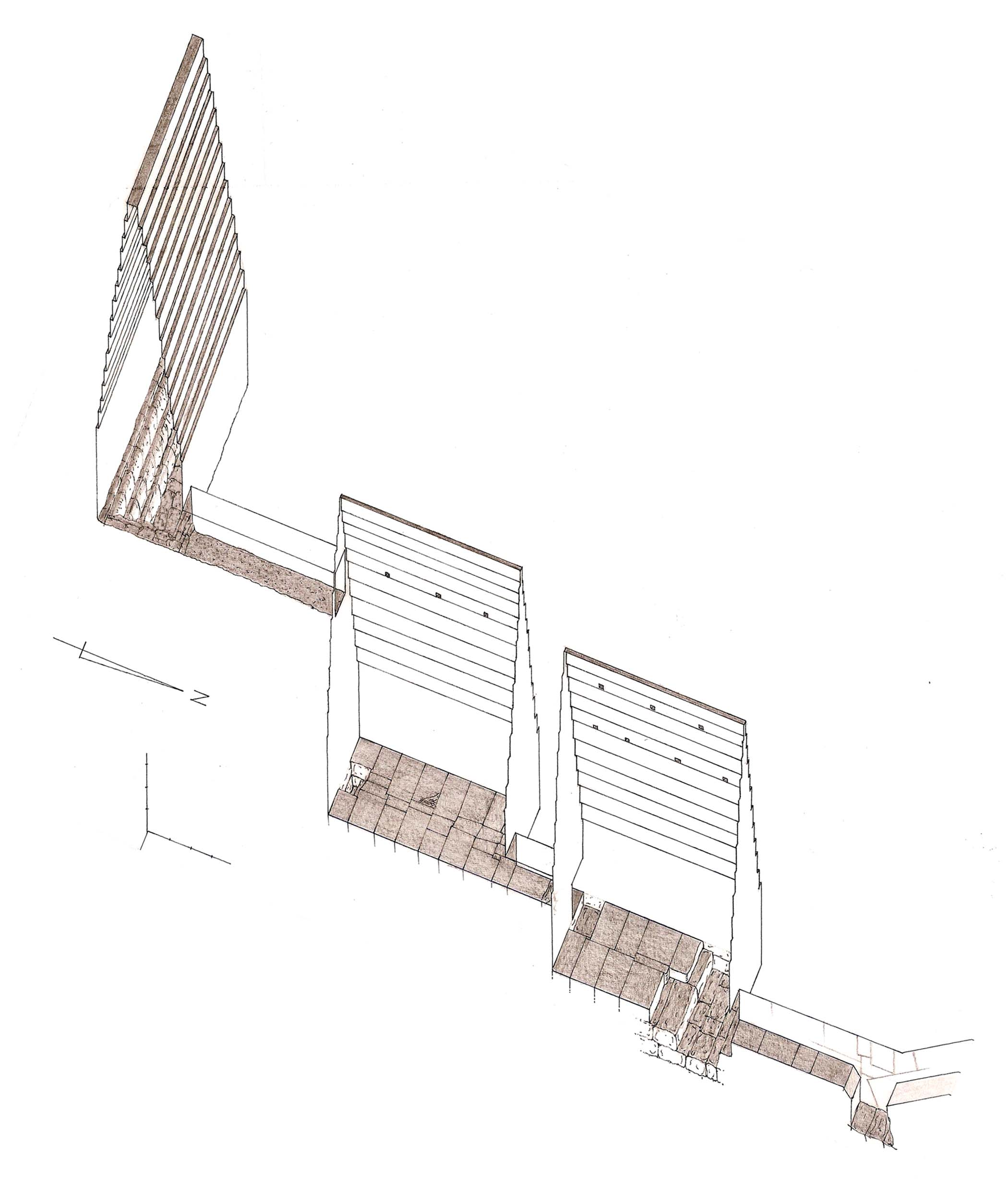
Appartements funéraires de la pyramide rouge.

Le plan des appartements funéraires est très similaire à celui de la pyramide de Meïdoum mais plus ambitieux. En outre, il s'agit de la seule pyramide dont les appartements sont entièrement situés au-dessus du niveau du sol.
L'entrée est située sur la face nord à quelque vingt-huit mètres au-dessus de la base. Un couloir, dont l'angle d'inclinaison est de 27° et la longueur de 62,63 mètres, aboutit à un tronçon horizontal de 7,40 mètres. Ce dernier nous permet d'accéder à deux antichambres exécutées en pierres calcaires et couvertes de superbes voûtes en encorbellement sur deux faces. La deuxième, localisée exactement sous le centre de la pyramide, est munie d'une ouverture située dans le mur sud à une hauteur de 7,60 mètres. Cette ouverture donne sur un passage long de sept mètres qui mène à la grande chambre funéraire qui, elle aussi, est couverte d'une voûte en encorbellement sur deux faces, en pierres calcaires. Le revêtement du sol de la chambre a disparu. Plusieurs excavations ont été réalisées à différentes époques et il ne reste plus qu'une tranchée profonde de plusieurs mètres.
Flinders Petrie découvrit au XIXe siècle des fragments d'os humains et d'animaux dans la deuxième antichambre. Des études effectuées par le docteur Ahmed Batrawi en 1950 ont permis de déceler des traces de momification sur ces os.

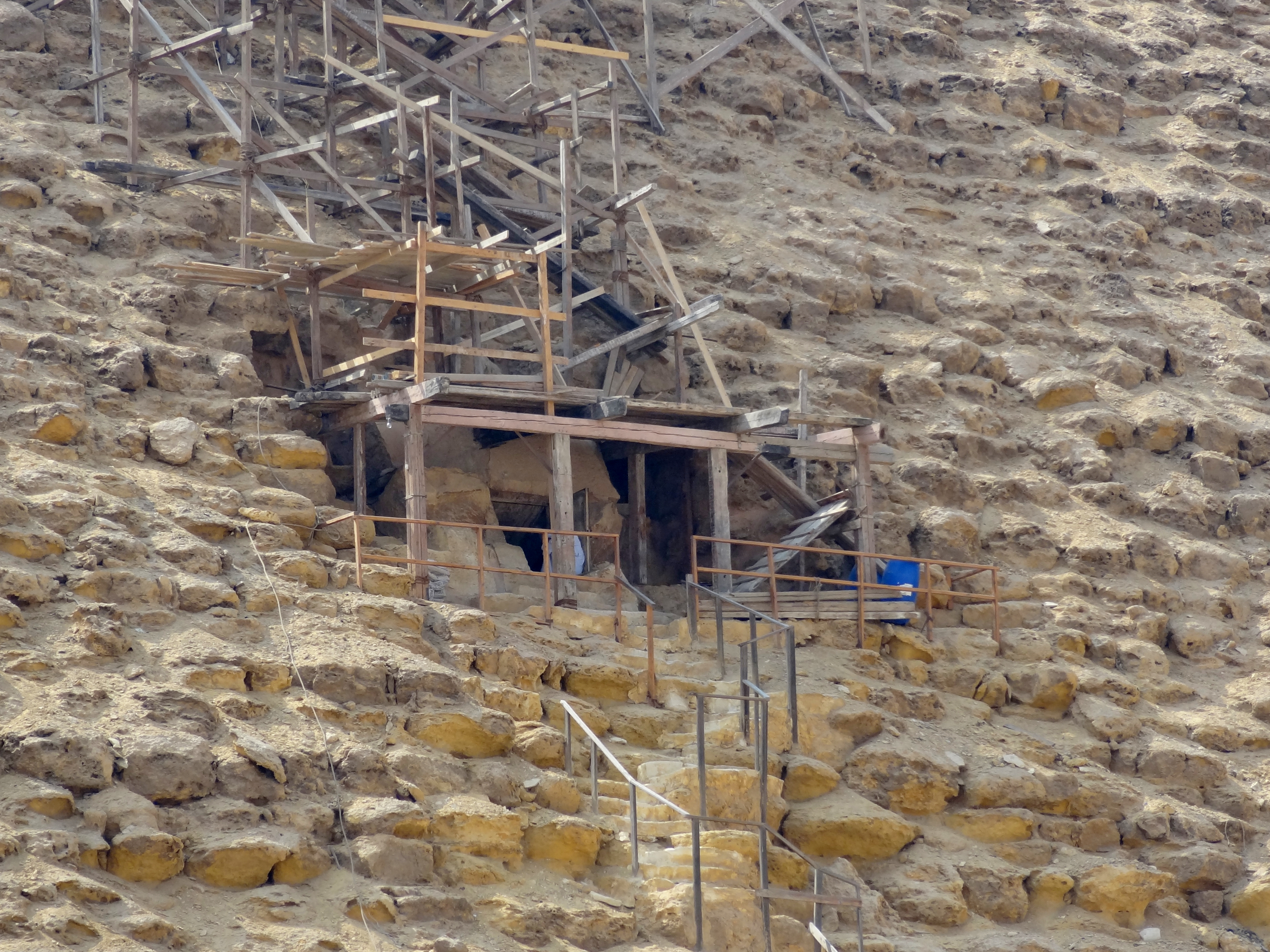
Entrée des appartements funéraires
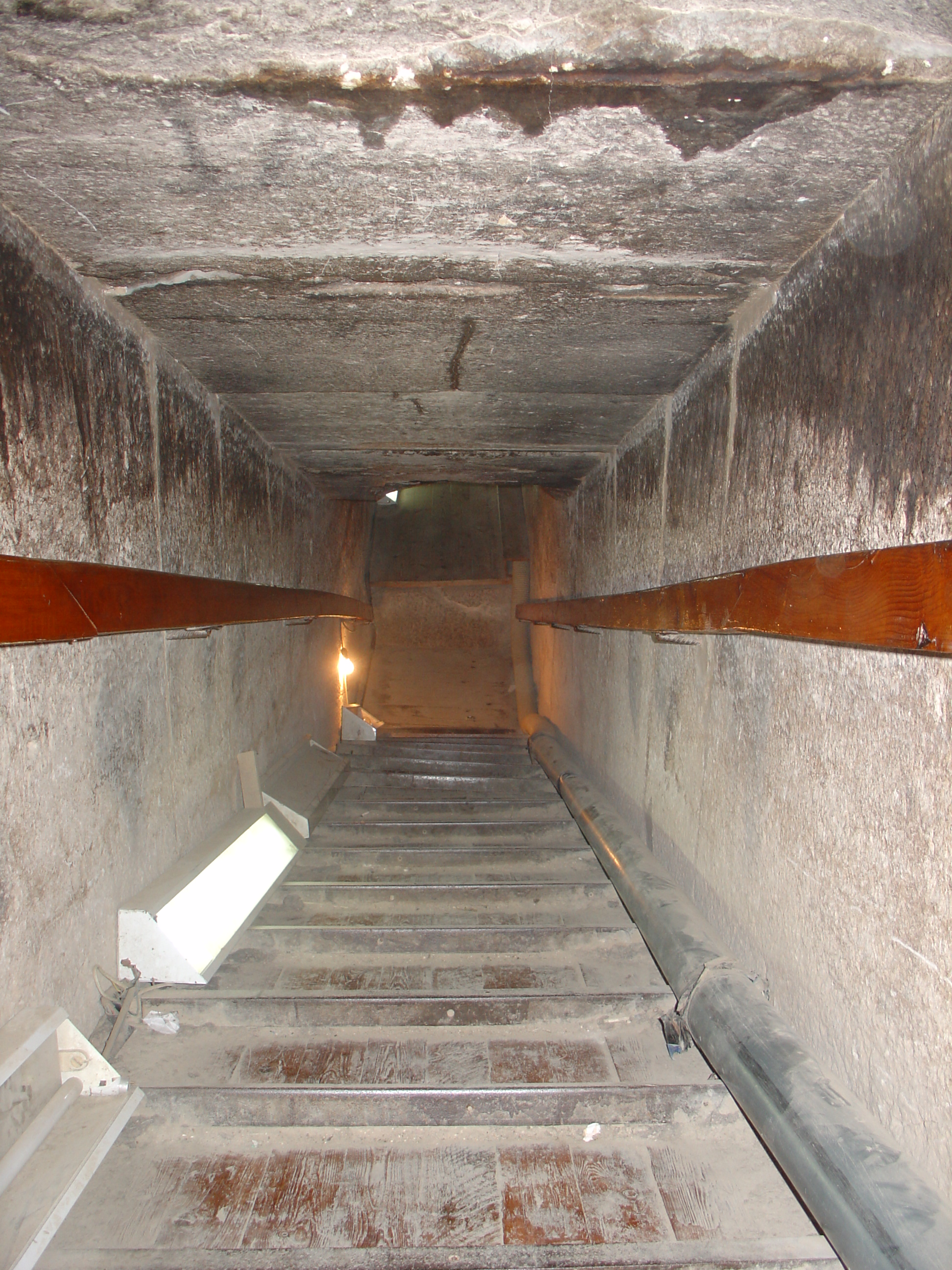
Descenderie
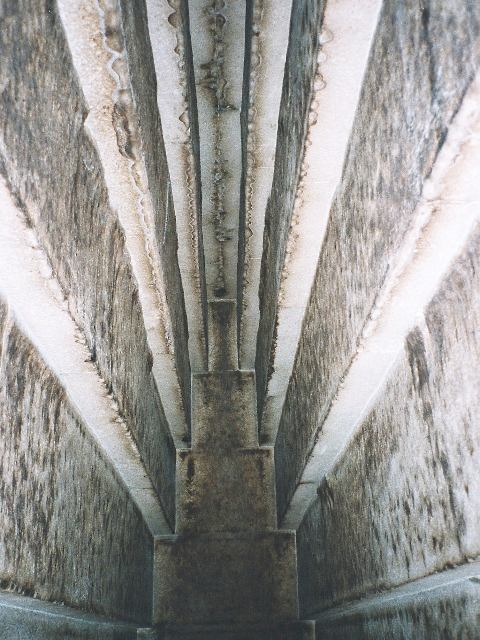
Voûtes en encorbellement de la première antichambre
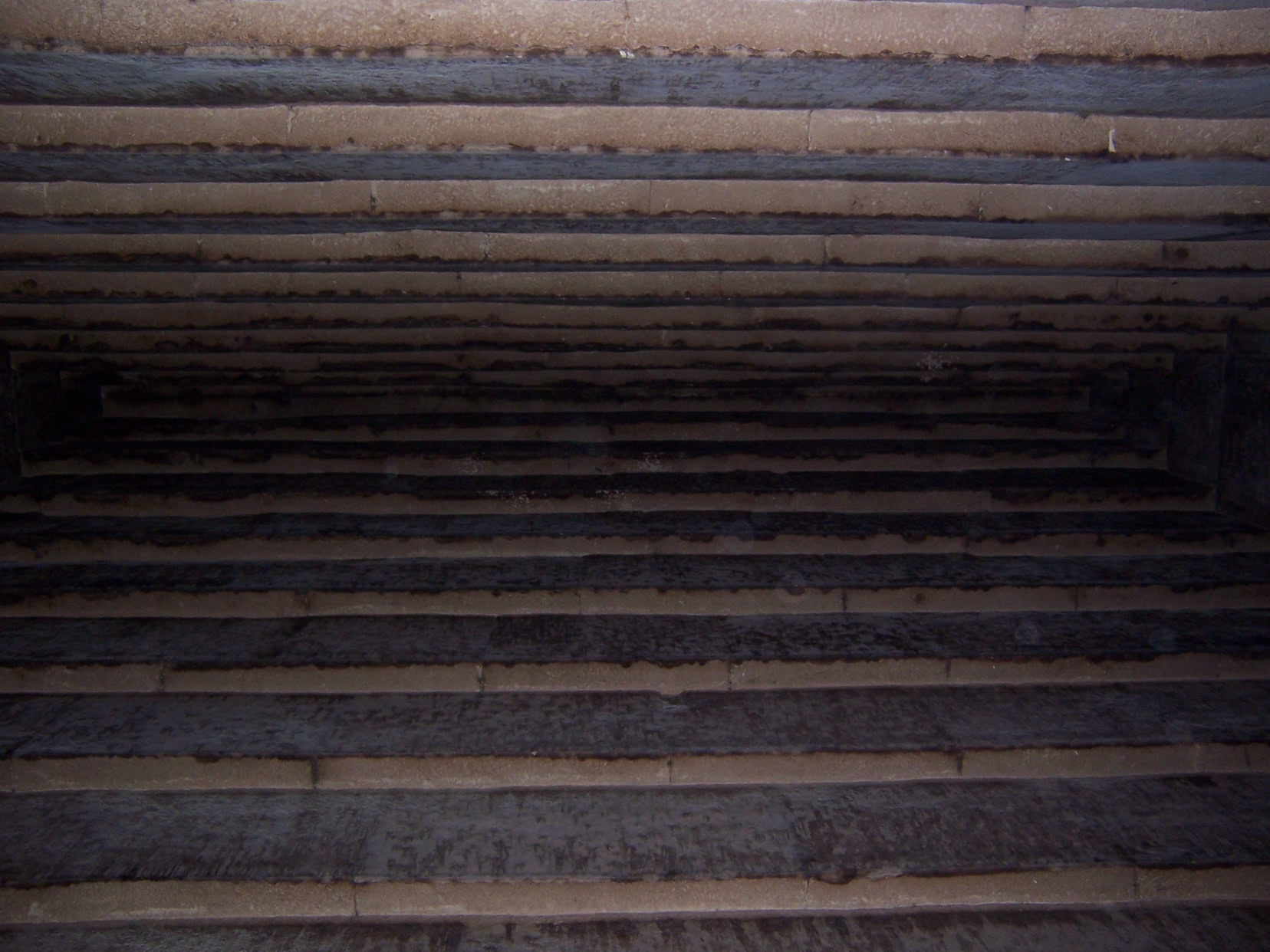
Voûtes en encorbellement
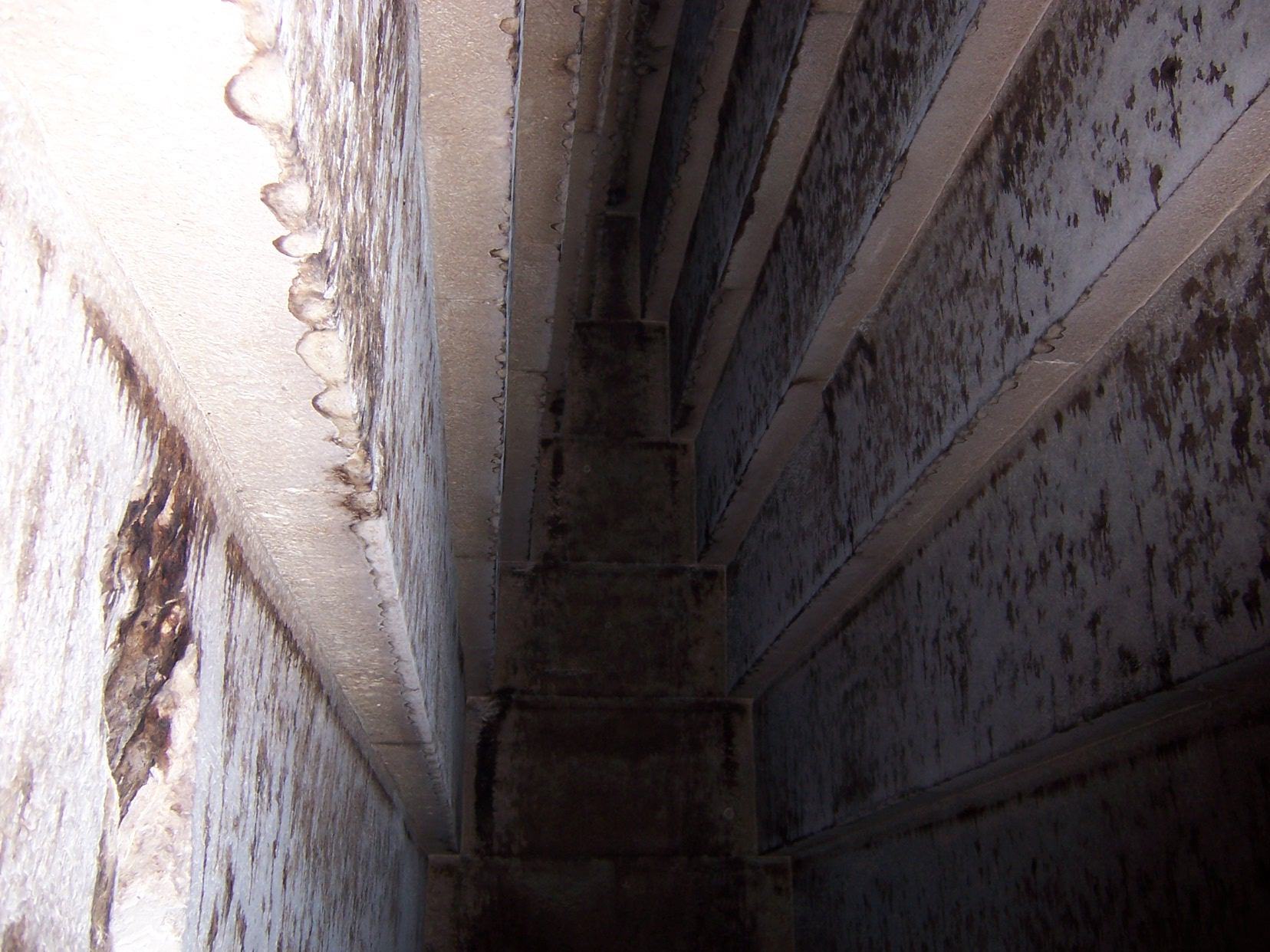
Voûtes en encorbellement
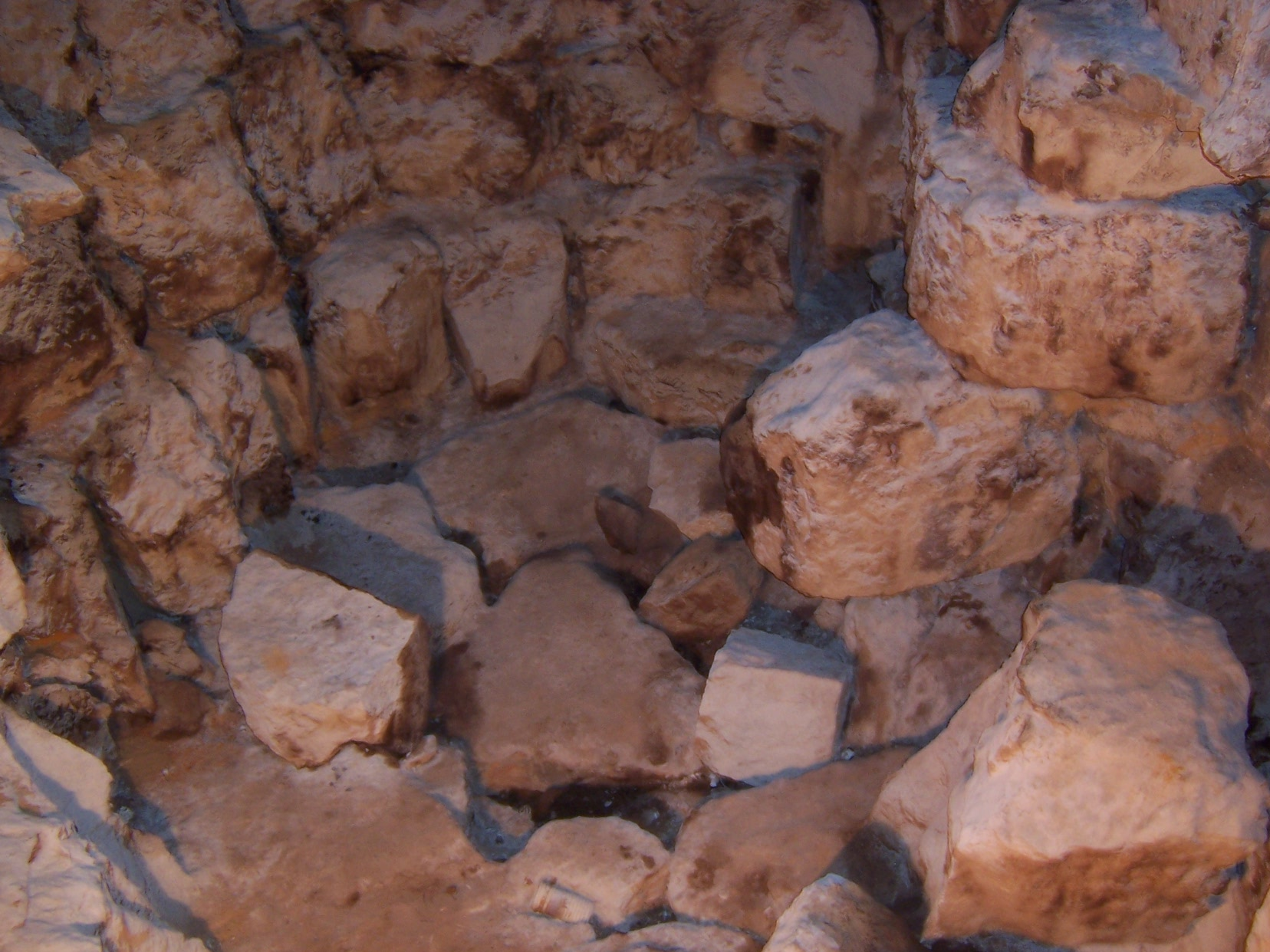
Le sol de la chambre funéraire